# 後設作品
，小说被称为後設小說或超小說，是一种强调其自身虛構性的戏剧或小说等虚构作品，作者通过不断提醒让观众或读者意识到作品的虚构性。
威廉·加斯在1970年〈哲學與小說形式〉一文中首度提出「後設小說」的說法。典型的寫作技巧包括將原先的劇情設定為一件文學作品，隨後揭露故事的「真相」。後設小說透過諷刺和自我反省等手法，引導讀者思考小說與現實之間的關聯，進而有意識、有組織地探討小說本身的虛構性。
後設小說興起於現代和後現代文學時期，但它的跡源最早可追溯至荷馬《奧德賽》、傑弗里·喬叟《坎特伯雷故事集》和塞萬提斯《堂吉诃德》，以至詹姆斯·霍格的《一個稱義罪人的私下回憶錄與自白書》（1824年）。1950年代，法國小說界掀起「新小說」風潮，其中便隱含後設小說元素。1960年代，約翰·巴思《迷失在歡樂宮》、羅伯·庫佛《保姆》、庫爾特·馮內古特《第五號屠宰場》、托馬斯·品欽《叫賣第49組》和威廉·加斯《威廉·馬斯特的孤妻》等作家與作品接連湧現，後設小說達到鼎盛。

## 後設小說手法
常見的後設小說手法包括：
- 故事中的作家創造出另一個故事，例如：
  - 史蒂芬·金《戰慄遊戲》、《祕密的窗，祕密的花園》
  - 布萊恩·奧諾蘭《雙鳥泳河》/《落水鳥》
  - 伊恩·麥克伊旺《贖罪》
  - 安德烈·紀德《偽幣製造者》
  - 約翰·艾文《蓋普眼中的世界》
  - 麥克·莫波格《獨自一人在大海上》
  - 詹姆斯·喬伊斯《藝術家年輕時的寫照》
  - 竜騎士07《海貓鳴泣之時》
  - 約翰·福爾斯《法國中尉的女人》
- 故事中的讀者閱讀一本書，例如：
  - 米歇爾·恩德《說不完的故事》
  - 伊塔羅·卡爾維諾《如果在冬夜，一個旅人》
  - 伊麗莎白·柯斯托娃《歷史學家》
  - 威廉·高曼《公主新娘》
  - 乔斯坦·贾德《苏菲的世界》

### 註腳
1. ↑  Waugh, Patricia. . London, New York: Routledge. 1984: 2.
2. ↑  Imhof, Rüdiger. . Heidelberg: Carl Winter Universitätsverlag. 1986: 9.